# Ramkumar Ramanathan
Ramkumar Ramanathan (Chennai, 8 novembre 1994) è un tennista indiano.

## Biografia
Ha ottenuto maggiori successi in doppio, con due tornei vinti nel circuito ATP e diversi altri nei circuiti minori. In singolare vanta una finale nel circuito ATP e alcuni titoli nei tornei minori. I suoi migliori ranking ATP sono stati il 111º posto in singolare nel luglio 2018 e il 58º in doppio nell'agosto 2022. Ha esordito nella squadra indiana di Coppa Davis nel luglio 2016.

## Statistiche
Aggiornate al 4 agosto 2024.

### Singolare

#### Finali perse (1)
| Legenda doppio       |
| Grande Slam (0)      |
| ATP Finals (0)       |
| ATP Masters 1000 (0) |
| ATP Tour 500 (0)     |
| ATP Tour 250 (1)     |

| N. | Data           | Torneo                                     | Superficie | Avversario in Finale | Punteggio     |
| 1. | 22 luglio 2018 | Hall of Fame Tennis Championships, Newport | Erba       | Steve Johnson        | 5-7, 6-3, 2-6 |

### Doppio

#### Vittorie (2)
| Legenda             |
| Grande Slam (0)     |
| ATP Finals (0)      |
| ATP Master 1000 (0) |
| ATP Tour 500 (0)    |
| ATP Tour 250 (2)    |

| N. | Data            | Torneo                             | Superficie | Compagno      | Avversari in finale             | Punteggio            |
| 1. | 9 gennaio 2022  | Adelaide International 1, Adelaide | Cemento    | Rohan Bopanna | Ivan Dodig Marcelo Melo         | 7-6, 6-1             |
| 2. | 6 febbraio 2022 | Maharashtra Open, Pune             | Cemento    | Rohan Bopanna | Luke Saville John-Patrick Smith | 6(10)-7, 6-3, [10-6] |

### Tornei Challenger

#### Singolare

##### Vittorie (1)
| N. | Data             | Torneo                                                 | Superficie | Avversario in finale | Punteggio |
| 1  | 28 novembre 2021 | Bahrain Ministry of Interior Tennis Challenger, Manama | Cemento    | Evgenij Karlovskij   | 6-1, 6-4  |

##### Finali perse (6)
| N. | Data             | Torneo                                          | Superficie    | Avversario in finale | Punteggio        |
| 1. | 29 aprile 2017   | Tallahassee Tennis Challenger, Tallahassee      | Terra verde   | Blaž Rola            | 2-6, 7-6(6), 5-7 |
| 2. | 16 luglio 2017   | Winnetka USTA Pro Tennis Championship, Winnetka | Cemento       | Akira Santillan      | 6(1)-7, 2-6      |
| 3. | 18 novembre 2017 | Pune Challenger, Pune                           | Cemento       | Yuki Bhambri         | 6-4, 3-6, 4-6    |
| 4. | 15 aprile 2018   | Santaizi ATP Challenger, Taipei                 | Cemento (i)   | Yuki Bhambri         | 3-6, 4-6         |
| 5. | 8 novembre 2020  | Challenger Eckental, Eckental                   | Sintetico (i) | Sebastian Korda      | 4-6, 4-6         |
| 6. | 25 luglio 2021   | Cary Challenger, Cary                           | Cemento       | Mitchell Krueger     | 6(4)-7, 2-6      |

#### Doppio

##### Vittorie (11)
| N.  | Data              | Torneo                          | Superficie  | Compagno               | Avversari in finale                         | Punteggio              |
| 1.  | 23 novembre 2018  | Pune Challenger, Pune           | Cemento     | Vijay Sundar Prashanth | Hsieh Cheng-peng Yang Tsung-hua             | 7-6(3), 6(5)-7, [10-7] |
| 2.  | 6 luglio 2019     | Guzzini Challenger, Recanati    | Cemento     | Gonçalo Oliveira       | Andrea Vavassori David Vega Hernández       | 6-2, 6-4               |
| 3.  | 9 novembre 2019   | Kobe Challenger, Kōbe           | Cemento (i) | Purav Raja             | André Göransson Christopher Rungkat         | 7-6(6), 6-3            |
| 4.  | 16 novembre 2019  | Pune Challenger, Pune           | Cemento     | Purav Raja             | Arjun Kadhe Saketh Myneni                   | 7-6(3), 6-3            |
| 5.  | 15 febbraio 2020  | Bengaluru Open, Bangalore       | Cemento     | Purav Raja             | Leander Paes Matthew Ebden                  | 6-0, 6-3               |
| 6.  | 11 settembre 2021 | Cassis Open Provence, Cassis    | Cemento     | Sriram Balaji          | Hans Hach Verdugo Miguel Ángel Reyes Varela | 6-4, 3-6, [10-6]       |
| 7.  | 12 febbraio 2022  | Bengaluru Open, Bangalore       | Cemento     | Saketh Myneni          | Hugo Grenier Alexandre Müller               | 6-3, 6-2               |
| 8.  | 11 febbraio 2024  | Chennai Challenger, Chennai     | Cemento     | Saketh Myneni          | Rithvik Bollipalli Niki Poonacha            | 3-6, 6-3, [10-5]       |
| 9.  | 18 febbraio 2024  | Bengaluru Open, Bangalore       | Cemento     | Saketh Myneni          | Constantin Bittoun Maxime Janvier           | 6-3, 6-4               |
| 10. | 2 novembre 2024   | Seoul Open Challenger, Seul     | Cemento     | Saketh Myneni          | Vasil Kirkov Bart Stevens                   | 6-4, 4-6, [10-3]       |
| 11. | 2 agosto 2025     | Lexington Challenger, Lexington | Cemento     | Anirudh Chandrasekar   | Hsu Yu-hsiou Huang Tsung-hao                | 6-4, 6-4               |

##### Sconfitte in finale (14)
| N.  | Data             | Torneo                                     | Superficie  | Compagno              | Avversari in finale                         | Punteggio           |
| 1.  | 18 aprile 2015   | Mersin Cup, Mersin                         | Terra rossa | Riccardo Ghedin       | Mate Pavić Michael Venus                    | 7-5, 3-6, [4-10]    |
| 2.  | 15 ottobre 2016  | Vietnam Open, Città di Ho Chi Minh         | Cemento     | Jeevan Nedunchezhiyan | Sanchai Ratiwatana Sonchat Ratiwatana       | 5-7, 4-6            |
| 3.  | 10 novembre 2018 | Slovak Open, Bratislava                    | Cemento (i) | Andrėj Vasileŭski     | Denys Molčanov Igor Zelenay                 | 2-6, 6-3, [9-11]    |
| 4.  | 8 giugno 2019    | Surbiton Trophy, Surbiton                  | Erba        | Kwon Soon-woo         | Marcel Granollers Ben McLachlan             | 6-4, 3-6, [2-10]    |
| 5.  | 5 ottobre 2019   | Sánchez-Casal Cup, Barcellona              | Terra rossa | Sergio Martos Gornés  | Simone Bolelli David Vega Hernández         | 4-6, 5-7            |
| 6.  | 2 novembre 2019  | Shenzhen Longhua Open, Shenzhen            | Cemento     | Michail Elgin         | Hsieh Cheng-peng Yang Tsung-hua             | 2-6, 5-7            |
| 7.  | 19 febbraio 2022 | Bengaluru Open 2, Bangalore                | Cemento     | Saketh Myneni         | Alexander Erler Arjun Kadhe                 | 3-6, 7-6(4), [7-10] |
| 8.  | 26 marzo 2022    | Challenger Biel/Bienne, Biel/Bienne        | Cemento (i) | Purav Raja            | Pierre-Hugues Herbert Albano Olivetti       | 3-6, 4-6            |
| 9.  | 18 giugno 2022   | Ilkley Trophy, Ilkley                      | Erba        | John-Patrick Smith    | Julian Cash Henry Patten                    | 5-7, 4-6            |
| 10. | 24 giugno 2023   | Emilia-Romagna Tennis Cup, Montechiarugolo | Terra rossa | Luca Margaroli        | Jonathan Eysseric Miguel Ángel Reyes Varela | 2-6, 3-6            |
| 11. | 2 settembre 2023 | Rafa Nadal Open, Manacor                   | Cemento     | Sriram Balaji         | Daniel Cukierman Joshua Paris               | 4-6, 4-6            |
| 12. | 4 agosto 2024    | Porto Open, Porto                          | Cemento     | Joshua Paris          | Sander Arends Luke Johnson                  | 3-6, 2-6            |
| 13. | 8 febbraio 2025  | Chennai Open Challenger, Chennai           | Cemento     | Saketh Myneni         | Shintarō Mochizuki Kaito Uesugi             | 4-6, 4-6            |
| 14. | 24 maggio 2025   | Mziuri Cup, Tbilisi                        | Cemento     | Siddhant Banthia      | Masamichi Imamura Naoki Tajima              | 6-1, 3-6, [5-10]    |